# SP-245
A SP-245 é uma rodovia transversal do estado de São Paulo, administrada pelo Departamento de Estradas de Rodagem do Estado de São Paulo (DER-SP).

## Denominações
O nome é homenagem ao pai do atual (2006) deputado e ex-prefeito de São Paulo, Antônio Salim Curiati. Salim, o pai, foi um político influente em Avaré e região, bem como um grande empresário na cidade de Avaré.

## Descrição
A rodovia liga as cidades de Avaré e Cerqueira César, com início na Rodovia João Mellão (SP-255) na latitude 23º05'50" sul e longitude 48º56'05" oeste. Passa pelo distrito de Barra Grande e termina em Cerqueira Cesar na Rodovia Osni Mateus (SP-261) na latitude 23º01'57" sul e longitude 49º10'30" oeste em um trajeto de 27 quilômetros, cortando o trecho em sentido noroeste. 
Nesta rodovia está situado o núcleo do Projeto Guri.
Principais pontos de passagem: SP 255 (Avaré) - SP 261 (Cerqueira César)

## Características

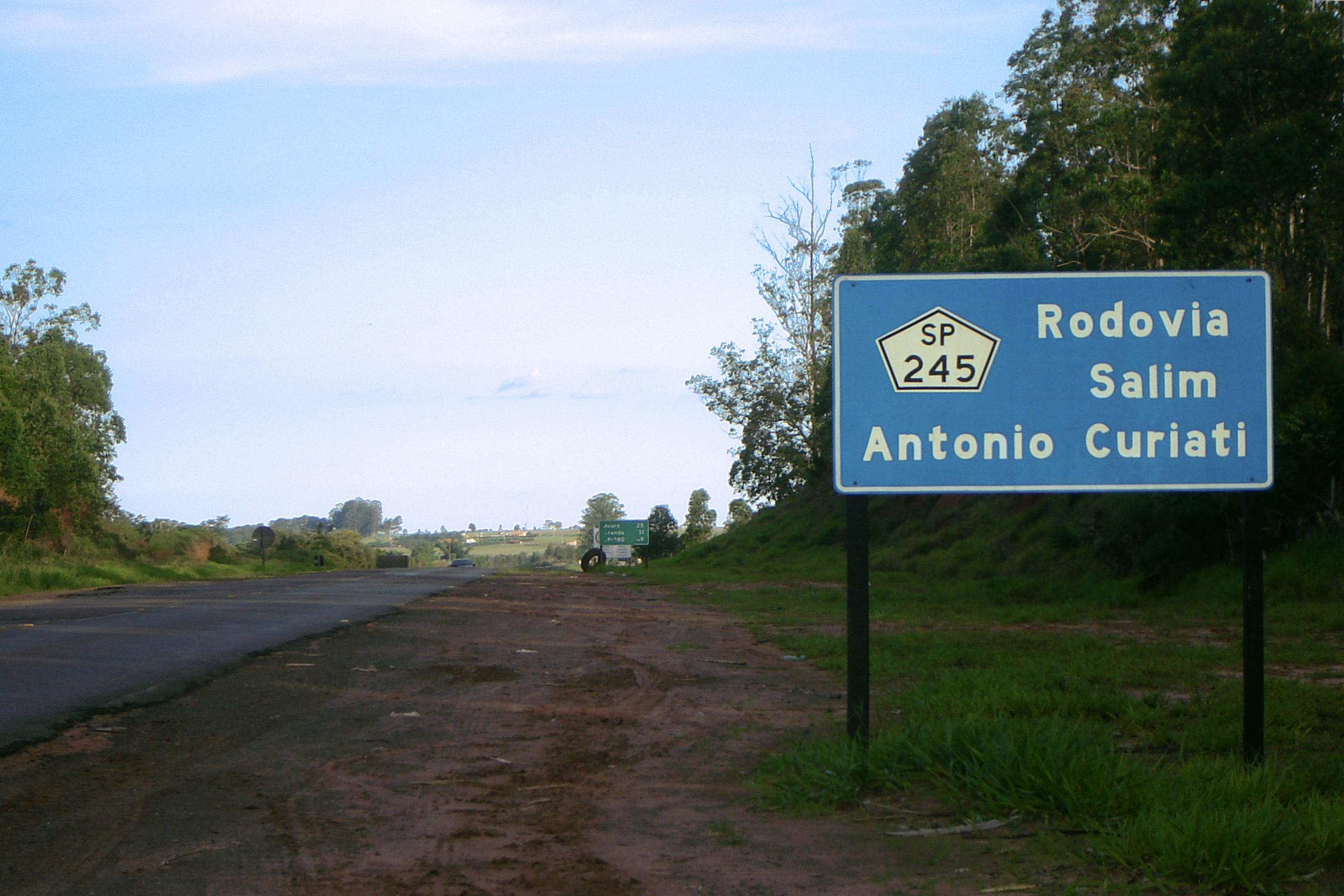
Trecho da SP-245 no trevo de Cerqueira César em direção Avaré.

### Extensão
- km inicial: 0
- km final: 26 350

### Localidades atendidas
- Avaré
- Arandu
- Cerqueira César